# Johann Baptist Weder
Johann Baptist Weder (* 27. Juni 1800 in Oberriet; † 17. Oktober 1872 in St. Gallen) war ein Schweizer Politiker, Journalist und Richter. Von 1848 bis 1851 und von 1858 bis 1872 gehörte er dem Nationalrat an, von 1855 bis 1857 dem Ständerat. Er war sowohl Nationalratspräsident als auch Ständeratspräsident. In den Jahren 1847 bis 1851 und 1861 bis 1863 amtierte er als Regierungsrat des Kantons St. Gallen.

## Biografie
Als Sohn eines wohlhabenden Landwirts geboren, studierte Weber ab dem Wintersemester 1822/23 zuerst Philosophie, dann Rechtswissenschaften an den Universitäten Freiburg und Göttingen. Er wurde Mitglied der Alten Freiburger Burschenschaft und 1824 des Corps Alemannia Freiburg. Zum Dr. iur. promoviert, war er ab 1827 als Rechtsanwalt tätig. Weder war Anhänger des liberalen Radikalismus; er gehörte 1831 zu den Mitgründern der St. Galler Zeitung und arbeitete für diese als Redaktor. 1846 wechselte er zum St. Galler Boten, für den er bis 1851 tätig war. Von 1855 bis 1861 war er Richter am kantonalen Kassationsgericht. Ab 1863 arbeitete er wieder als Rechtsanwalt.
1833 wurde Weder erstmals in den Grossen Rat des Kantons St. Gallen gewählt. Diesem gehörte er zunächst bis 1835 an, danach von 1837 bis 1839, 1841 bis 1851 und schliesslich von 1855 bis 1867. In den Jahren 1859/60 und 1861 wirkte er als Verfassungsrat an der Ausarbeitung einer neuen St. Galler Kantonsverfassung mit. Der Grosse Rat wählte ihn für die Jahre 1847 bis 1851 sowie 1861 bis 1863 in den St. Galler Regierungsrat. Im Oktober 1848 kandidierte er bei den ersten Parlamentswahlen und vertrat daraufhin drei Jahre lang den Wahlkreis St. Gallen-Süd. Von 1855 bis 1857 sass er im Ständerat (den er 1857 präsidierte), ab 1858 sass er für den Wahlkreis St. Gallen-Nordost im Nationalrat (diesen präsidierte er im Jahr 1860). Ab den 1860er Jahren verfolgte er einen kompromissbereiten Kurs, was zum Bruch mit den Radikalliberalen führte. 1870 arbeitete er an der Revision der Bundesverfassung mit, lehnte diese aber letztlich ab, da sie ihm zu zentralistisch ausgefallen war. 1872 zog er sich aus der Politik zurück.
Weder hatte einen grossen Einfluss auf die St. Galler Kirchen- und Bildungspolitik. Von 1833 bis 1835 sowie von 1855 bis 1857 war er Mitglied des katholischen Erziehungsrates, von 1855 bis 1857 Präsident des katholischen Administrationsrates. Er gehörte von 1856 bis 1859 dem Kantonsschulrat an, 1862/63 dem kantonalen Erziehungsrat. Wichtige Anliegen für ihn waren die strikte Kontrolle der Kirche durch den Staat, die Einführung eines konfessionsneutralen Gymnasiums (1856 in Form der Kantonsschule am Burggraben verwirklicht) und die staatliche Aufsicht des gesamten Bildungswesens (1861 mit der neuen Kantonsverfassung umgesetzt). 1864 schlug er die Gründung der St.Galler Kantonalbank vor, was vier Jahre später auch geschah.